# John Stears

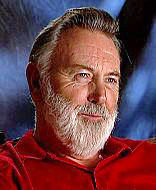
John Stears

John Stears (* 25. August 1934 in Uxbridge, England; † 28. Juni 1999 in Los Angeles, Kalifornien, USA) war ein britischer Filmtechniker, der sich auf visuelle Effekte und Spezialeffekte spezialisiert hatte.

## Leben
John Stears ging von 1945 bis 1949 an der Swakelys Secondary Modern School in Ickenham zur Schule. Danach studierte er Kunst an der Harrow School und Technik an einer Schule in Southall. Am Anfang seiner Karriere arbeitete Stears an einigen James-Bond-Filmen mit, bei denen er meist immer vom selben Team, zum Beispiel Ben Snow als Ingenieur und für die Effekte am Boden, umgeben war. Stears behauptete überdies, dass er nichts von seiner Oscar-Nominierung für Feuerball wusste. Er erfuhr es angeblich erst von einem Freund aus den Vereinigten Staaten. Stears war der Schöpfer von vielen mittlerweile weltberühmten Filmobjekten, wie den Aston Martin DB 5 für die Bond-Filme, die Laserschwerter aus Star Wars, Luke Skywalkers Speeder, den Todesstern, sowie den Robotern C3PO und R2-D2.

Er baute gerne Modellflugzeuge in gigantischen Maßstäben und flog auch mit ihnen.

Stears erlag am 28. Juni 1999, dem Geburtstag seiner Frau Brenda, einer plötzlichen Hirnblutung. Er hinterließ zwei Töchter: Janet, die mittlerweile als Spezialeffekt-Technikerin Produktionsleiterin, Autorin und Produzentin arbeitet und Jacqueline, die bei Disney angestellt ist. Zudem war er der Bruder von Andy Stears, der als Tontechniker ebenfalls in der Filmbranche aktiv ist.

## Filmografie (Auswahl)
Spezialeffekte:
- 1963: Bob auf Safari (Call Me Bwana)
- 1963: James Bond 007 – Liebesgrüße aus Moskau (From Russia with Love)
- 1964: James Bond 007 – Goldfinger (Goldfinger)
- 1965: Court Martial (Fernsehserie)
- 1965: James Bond 007 – Feuerball (Thunderball)
- 1967: James Bond 007 – Man lebt nur zweimal (You Only Live Twice)
- 1968: Tschitti Tschitti Bäng Bäng (Chitty Chitty Bang Bang)
- 1969: James Bond 007 – Im Geheimdienst Ihrer Majestät (On Her Majesty's Secret Service)
- 1970: Toomorrow
- 1972: Der Rattenfänger von Hameln (The Pied Piper)
- 1972: Blutroter Morgen (Sitting Target)
- 1973: Ghost in the Noonday Sun
- 1973: Der Erfolgreiche (O Lucky Man!)
- 1974: James Bond 007 - Der Mann mit dem goldenen Colt (The Man with the Golden Gun)
- 1975: Bleib mir ja vom Leib (That Lucky Touch)
- 1976: Auf der Fährte des Adlers (Sky Riders)
- 1977: Krieg der Sterne (Star Wars)
- 1977: Drei Fremdenlegionäre (The Last Remake of Beau Geste)
- 1980: Die Marschroniken (The Martian Chronicles) (Fernsehserie)
- 1980: Erwachen der Sphinx (The Martian Chronicles)
- 1980: Agentenpoker (Hopscotch)
- 1981: Outland – Planet der Verdammten (Outland)
- 1982: Insel der Verdammten (Turkey Shoot)
- 1983: Sahara
- 1984: Die Bounty (The Bounty)
- 1986: F/X – Tödliche Tricks (F/X)
- 1986: Miracles – Ein ganz unglaubliches Abenteuer (Miracles)
- 1986: Hochzeitsnacht im Geisterschloß (Haunted Honeymoon)
- 1990: Navy Seals – Die härteste Elitetruppe der Welt (Navy Seals)
- 1993: Space Center Babylon 5 (Babylon 5: The Gathering)
- 1994: Babylon 5 (Fernsehserie, 1 Folge)
- 1998: Die Maske des Zorro (The Mask of Zorro)

Visuelle Effekte:
- 1956: Allen Gewalten zum Trotz (Reach for the Sky)
- 1957: Einer kam durch (The One That Got Away)
- 1960: Die letzte Fahrt der Bismarck (Sink the Bismarck!)
- 1975: Wer hat unseren Dinosaurier geklaut? (One of Our Dinosaurs Is Missing)
- 1978: The Thief of Baghdad
- 1982: Megaforce

## Auszeichnungen
- 1966: Oscar: Auszeichnung in der Kategorie Beste visuelle Effekte für james Bond 007 - Feuerball
- 1978: Academy of Science Fiction, Fantasy & Horror Films: Auszeichnung in der Kategorie Beste Spezialeffekte für Krieg der Sterne
- 1978: Oscar: Auszeichnung in der Kategorie Beste visuelle Effekte für Krieg der Sterne
- 1982: Academy of Science Fiction, Fantasy & Horror Films: Nominierung in der Kategorie Beste Spezialeffekte für Outland – Planet der Verdammten